# Rescate
Rescate é uma banda cristã de rock argentina de San Nicolás, Buenos Aires.

## Biografia
Rescate é uma das bandas pioneiras do rock gospel argentino, tocando em sua cidade natal e em Rosário a banda iniciou-se em 1991 a banda foi a Buenos Aires gravar seis músicas ainda em K-7 para o primeiro álbum  "Ninguna Religión", em 1992 a banda lança seu segundo álbum intitulado  "Puentes para Madurar" neste tempo nasceram os primeiros festivais cristãos na Argentina, até então, o grupo tocava com bandas seculares, mas não deixando de tocar em concertos do tipo, em 1994 a banda relança um remix do primeiro álbum "Ninguna Religion Remix" com músicas inéditas, em 95/96 a banda na Argentina cresce assombrando o cenário argentino, levando muito público ao seus shows, algo notório num pais tradicionalmente católico, logo após outro álbum é lançado "El Pelo en la Leche" em 2007. "No es cuestión de suerte" foi mais um trabalhado lançado em 2000 sendo apresentado em turnês por toda a América, em 2003 o grupo argentino lança o álbum "Quitamancha", que além de fazer sucesso na terra natal, o grupo toca até na Europa e ao lado da banda Petra, lendária e primórdia banda cristã. em 2004 agora pela gravadora Sony Music o sexto álbum chega denominado  "Una raza contra el viento" e em 2007 mais um álbum é lançado "Buscando Lio"

## Integrantes
- Ulises Miguel Eyherabide - Vocal e Guitarra
- Marcelo Alejandro Barrera - Guitarra
- Marcelo Tega - Baixo
- Pablo Bauzá - Teclado - Piano - Vocal
- Sergio Pablo Ramos - Bateria
- Claudio Franco - Saxofone
- Ruben López - Trompete
- Walter Caballero - Percussão

## Discografia
- Ninguna Religión (1991)
- Puentes para madurar (1992)
- Ninguna Religión : Remix (1994)
- El Pelo en la Leche (1997)
- No es cuestión de suerte (2000)
- Quitamancha (2002)
- Una raza contra el viento (2004)
- Buscando Lío (2007)